# La Luz-La Paz (métro léger de Malaga)
La Luz-La Paz est une station de la ligne 2 du métro léger de Malaga.

## Situation sur le réseau
La station est située entre Puerta Blanca et El Torcal.
Elle est établie dans le district Carretera de Cádiz

## Histoire
La station ouvre au public le 30 juillet 2014, à l'occasion de l'inauguration du réseau du métro léger.

## Services aux voyageurs

### Accès et accueil
La station possède deux accès, chacun via un édicule équipé d'escaliers mécaniques et jouxté par un ascenseur :
- 64, avenue de Velázquez
- 65, avenue de Velázquez.